# Paolo Cristallini
Paolo Cristallini (Milano, 20 settembre 1971) è un dirigente sportivo ed ex calciatore italiano, di ruolo centrocampista.

## Carriera

### Giocatore
Ha iniziato la carriera nelle giovanili del Pisa, con cui viene aggregato in prima squadra nella stagione 1988-1989 senza scendere in campo in quel campionato che vede la retrocessione della squadra in Serie B. Esordisce in prima squadra nel campionato di Serie B 1989-1990, totalizzando tre presenze, e in Serie A nella stagione successiva, nella partita Inter-Pisa 6-3 del 21 ottobre 1990. Nelle stagioni successive, in Serie B, diventa uno dei titolari della formazione neroazzurra, militando nella città toscana per un totale di sei stagioni e collezionando 97 presenze e 4 gol.
Nel 1994, dopo il fallimento del Pisa, viene acquistato in comproprietà dal Torino (dove militerà) e dal Parma, generando anche un contenzioso legale per il mancato pagamento del parametro alla società toscana. Sotto la Mole gioca tre campionati, due in Serie A e uno in Serie B (80 presenze e 7 gol), segnalandosi come mediano arcigno e combattivo.
Nella stagione 1997-1998 passa al Bologna per 6,5 miliardi di lire. Con i felsinei è poco impiegato (19 partite e un gol), e nell'estate successiva viene ceduto al Piacenza, giocando per tre campionati, due in Serie A e uno in Serie B (in cui ottiene la promozione nella massima serie), per un totale di 76 gare e 5 gol.
Nell'estate del 2001, in scadenza di contratto, viene ingaggiato dal L.R. Vicenza, militante in Serie B. Da allora segue le vicissitudini della squadra biancorossa per cinque campionati cadetti consecutivi, ritirandosi infine al termine della stagione 2005-2006. Con la maglia berica colleziona in totale 79 presenze e 6 gol.

### Dirigente
Dall'estate del 2006 al 2008 assume il ruolo di "Direttore della prima squadra" del L.R. Vicenza, col compito di curare i rapporti tra società e squadra. 
Direttore sportivo del Vicenza dal 2008, ha ricoperto tra 2008 e il 2014 anche il ruolo di direttore generale. 
Il 14 marzo 2016 viene sollevato dall'incarico di direttore sportivo del club biancorosso.
Nel dicembre 2017 viene chiamato dal presidente del Brescia, Massimo Cellino come direttore sportivo in coppia con Nicola Salerno, venendo però esonerato il 10 marzo 2018 dal patron biancazzurro. Dal 2018  al 2020 è responsabile scouting del Sassuolo  e dal 2020 del Verona.

## Palmarès

### Giocatore

#### Competizioni nazionali
- Promozione in Serie A: 2

Pisa: 1989-1990
Piacenza: 2000-2001